# Association of Radio Industries and Businesses
L’Association of Radio Industries and Businesses (電波産業会 Denpa sangyō-kai en japonais), aussi appelé ARIB (アライブ araibu) est une organisation de normalisation japonaise.